# 碎石

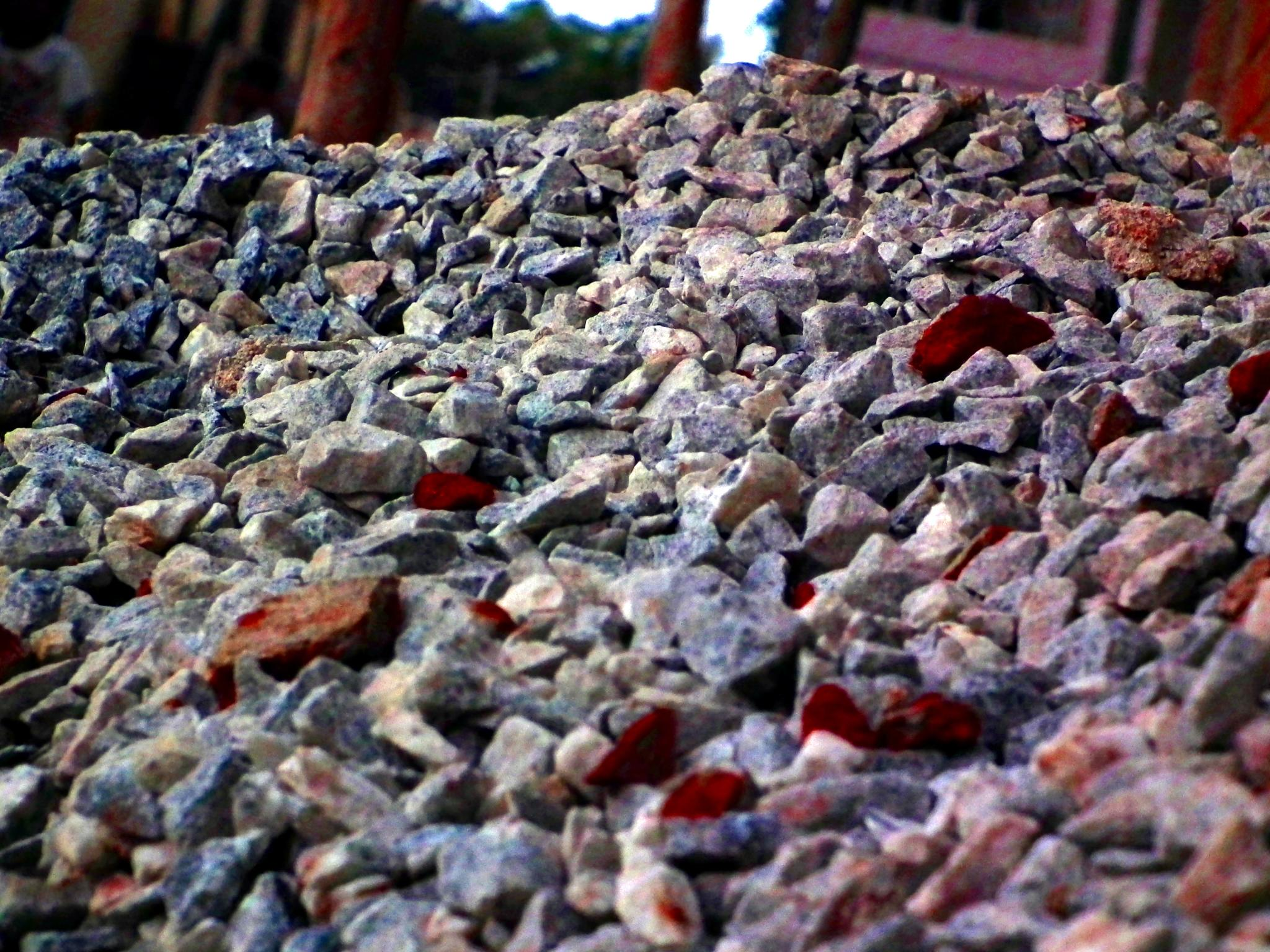
碎石

碎石（英語：Rubble）是指破碎的小塊岩石，它的大小、形狀、及紋理都呈現不規則形狀。它可能是由於天然因素，或是人為通過破碎机加以破壞後產生。